# Pleurocera showalteri
Pleurocera showalteri är en snäckart som först beskrevs av I. Lea 1862.  Pleurocera showalteri ingår i släktet Pleurocera och familjen Pleuroceridae. IUCN kategoriserar arten globalt som sårbar. Inga underarter finns listade i Catalogue of Life.